# 邓绍基
邓绍基（1933年1月—2013年3月25日），笔名郭荧、李亭，江苏常熟人，中国社会科学院文学研究所研究员，中国社会科学院荣誉学部委员。1955年毕业于复旦大学中文系。